# Johannes Saliger
Johannes Saliger (auch: Johann Beatus oder Seliger, * in der ersten Hälfte des 16. Jahrhunderts in Lübeck; † nach 1577) war ein radikal-lutherischer Theologe und Hauptperson des nach ihm benannten Saligerschen Streites.

## Leben
Erstmals fassbar ist Saliger, möglicherweise ein Sohn oder Verwandter des 1530 verstorbenen Lübecker Ratsherrn Johann Salige, als Prediger in Woerden in Holland, dann ab 1566 in Antwerpen. Wegen eines Streites über die Erbsünde kehrte der radikale Gnesiolutheraner 1568 nach Lübeck zurück und wurde Prediger an St. Marien. Hier kam es zu einem weiteren theologischen Streit, als Saliger gemeinsam mit dem Prediger der Jakobikirche Hinrich Fredeland, in einer Zuspitzung der lutherischen Lehre von der Realpräsenz anfing zu predigen, dass im Abendmahl die Elemente Brot und Wein unmittelbar nach der Konsekration durch das Sprechen der Einsetzungsworte und noch vor der Austeilung (ante usum) Leib und Blut Christi seien und dass nichtkonsekrierter Wein, der zur Ergänzung bei der Austeilung in den Kelch nachgefüllt würde, einer neuen Konsekration durch das Rezitieren der Einsetzungsworte bedürfe. Er beschuldigte alle anders Glaubenden der Sakramentiererei (d. h. des Calvinismus) und warf den Lübecker Geistlichen vor, sie würden das Heilige Abendmahl profanieren. Da auch Martin Chemnitz, der als Schlichter angerufen wurde, den hierüber entstandenen Streit nicht beizulegen vermochte, wurden Saliger und Fredeland am 4. Juli 1568 entlassen.
Saliger wurde zum Prediger an der Marienkirche in Rostock berufen, wo er sich zu friedlichem Verhalten verpflichtete, aber der Streit aufs Neue ausbrach. 1569 gab das Lübecker Geistliche Ministerium, vertreten durch den Senior Peter Christian von Friemersheim, Hauptpastor der Jakobikirche, daraufhin eine ausführliche Stellungnahme heraus, die die Realpräsenz aufgrund der Einsetzungsworte bejahte, doch eine über den Gebrauch, d. h. die Austeilung hinausgehende Realpräsenz in den Elementen als papistisch verneinte. Weder Johannes Wigand noch David Chyträus, die als Vermittler angerufen wurden, vermochten jedoch den Frieden herzustellen. Nach einem herzoglichen Machtwort in Form eines Abschieds vom 5. Oktober 1569, dessen Annahme Saliger verweigerte, wurde er auch hier entlassen. Es gab jedoch noch bis Ende des 16. Jahrhunderts eine Gruppe seiner Anhänger in Rostock, die Beatiner genannt wurden. Saliger ging von Rostock nach Wismar, wo er 1571 lebte, dann nach Hamburg und 1577 nach Holland, wo er verschollen ist.

## Wirkung
Im Jahre 1574 brach in Lübeck der Streit aufs Neue aus. Dabei war Saliger jedoch nicht mehr selbst beteiligt, sondern sein Freund, der Stadtphysicus Lambert Fredeland, ein Bruder des Jakobi-Predigers. In diesem Fall wurde von Lucas Bacmeister und Martin Chemnitz, die der Rat eingeladen hatte, was die Bedeutung des Falls unterstreicht, Ende Juni in der Katharinenkirche ein Vergleich ausgehandelt, in dem sich die Lübecker Geistlichen zur Praxis der Nachkonsekration verpflichteten.
Der Saligersche Streit ist einzuordnen in eine ganze Reihe von theologischen Auseinandersetzungen, hauptsächlich zwischen Gnesiolutheranern und Philippisten, in der Zeit zwischen Martin Luthers Tod 1546 und dem Abschluss des Konkordienbuches 1580, wie etwa dem Adiaphoristischen Streit und dem Osiandrischen Streit, deren Ergebnisse zur Konfessionalisierung des Luthertums beitrugen.
Noch in der Konkordienformel von 1577 finden sich Spuren des Streites im Kapitel über die Konsekration der Elemente, und es werden die wichtigsten Punkte des Rostocker Abschieds von 1569 als allgemein gültige lutherische Position festgeschrieben.